# Иван V Алексејевич
Иван V Алексејевич (рус. Иван V Алексеевич; Москва, 6. септембар 1666 — Москва, 8. фебруар 1696) био је руски цар заједно с Петром Великим од маја 1682. године.

## Државни удари
Након смрти Фјодора III 7. маја 1682, пошто није имао деце, требало је да његов брат Иван постане нови цар као најстарији преживели син Алексеја I. У покушају да то спречи, његова маћеха Наталија Наришкина је извршила државни удар и на престо поставила свог сина Петра Великог. На ту вест симпатизери покојне Иванове мајке одлучили су да изврше противудар уз помоћ стрелаца и становника Москве. Војни гарнизон у Москви се под утицајем лојалиста побунио 25. маја 1682. године, а шест дана после је, уз помоћ народа, освојио Кремљ. Након тако извршеног противудара, Иван и Петар су проглашени царевима, док је Иванова рођена сестра Софија Алексејевна проглашена за савладарку са титулом регенткиње.

## Цар
Без обзира на тај заверенички успех, ни најватреније присталице новог цара нису могле сакрити чињеницу како је он био физички и психички инвалид који никада неће бити у стању директно да управља државом. Како би се то исправило, његова и Петрова сестра Софија проглашена је царским регентом. Како су се уличне демонстрације које је организовао двор допале авантуристима, један од њих је покушао новим јуришем на Кремљ у јесен 1682. године да освоји власт. Тада су оба цара и регент једва успели да побегну из Москве која је тад пала у руке побуњеника. Током следећих месеци ова буна је угушена, након чега је дошло до успоставе унутрашњег мира. Софија је потом током својих 7 регентских година реформама смањила репресивне мере против одбеглих кметова, склопила вечити мир с Пољском, неповољни мир с Кином и почела је дуготрајни рат против Турске.

## Абдикација
Иван V, или боље речено Софија, је у име Русије објавила је рат Турској 1686. године. Три године потом велика руска војска од 150.000 војника је напала Кримски канат. У биткама које су уследиле, постављени циљ није био постигнут што је довело у питање способност Софије за даље управљање државом. Пошто је видела да ће изгубити власт јер Петар Велики постаје пунолетан као и због војних неуспеха, она је прво покушала организовати нову народну побуну, међутим, кад је побуна пропала, она је тад поставила питање Ивану ко жели да влада у његово име — она или Петар. Пошто је Иван изабрао Петра, дошло је до формалне абдикације и његовог царског деградирања на другу позицију у лето 1689. године.

## Крај живота
Следећих седам година Иван је живео са својом женом у самоизолацији на двору док му је здравље наочиглед свих пропадало. Три године пре смрти страни дипломати у својим извештајима га описују као сенилног, тешко покретљивог и готово слепог. Иван је умро 8. фебруара 1696.

## Породично стабло
|  |                         |  |  |  |  |  |  |  |  |  |  |  |  |  |  |  |
|  | 2. Алексеј I Михајлович |  |  |  |  |  |  |  |  |  |  |  |  |  |  |  |
|  |                         |  |  |  |  |  |  |  |  |  |  |  |  |  |  |  |
|  |                         |  |  |  |  |  |  |  |  |  |  |  |  |  |  |  |
|  | 1. Иван V Алексејевич   |  |  |  |  |  |  |  |  |  |  |  |  |  |  |  |
|  |                         |  |  |  |  |  |  |  |  |  |  |  |  |  |  |  |
|  |                         |  |  |  |  |  |  |  |  |  |  |  |  |  |  |  |
|  | 3. Марија Милославскаја |  |  |  |  |  |  |  |  |  |  |  |  |  |  |  |
|  |                         |  |  |  |  |  |  |  |  |  |  |  |  |  |  |  |
|  |                         |  |  |  |  |  |  |  |  |  |  |  |  |  |  |  |